# Eva Longoria
Eva Jacqueline Longoria (født 15. marts 1975 i Corpus Christi, Texas) er en Golden Globe-nomineret fjernsyns- og filmskuespillerinde. Hun er bedst kendt for sin rolle som Gabrielle Solis i ABCs tv-serie Desperate Housewives. Hun er også blevet en internationalt anerkendt model, der optræder i adskillige eksklusive reklamekampagner og talrige mandeblade.

## Biografi

### Tidlige liv
Longoria blev født i Corpus Christi, Texas og har mexicansk-latinsk-persiske forældre. Hendes far Mansour Karami døde da longoria var 19 år. Hendes mor Ella Longoria Mireles giftede sig senere med latinoen Enrique Parker. Hun er den yngste af en søsterflok på fire. Hun har tre storesøstre, Elizabeth, Emily og Esmeralda. Hun har en bachelorgrad i kinesiologi ved Texas A&M Universitet–Kingsville. I sin studietid vandt hun titlen som "Miss Corpus Christi, USA" i 1998. Efter at have fuldført sin universitetsuddannelse meldte hun sig til en talentkonkurrence, hvilket førte hende til Los Angeles. Kort efter blev hun opdaget og skrev kontrakt med en skuespilleragent.

### Karriere
Longoria fik sin første fjernsynsrolle i 2000, hvor hun gæsteoptrådte i en episode af Beverly Hills, 90210. Det var en beskeden begyndelse, men fik hurtigt flere roller. Efter endnu en gæsteoptræden i General Hospital samme år fik hun et gennembrud i den populære sæbeopera Rig og Rastløs, hvor hun spillede den psykotiske Isabella Braña Williams fra 2001 til 2003 og var på People en Españols liste over "Smukkeste Personer" i 2003. Efter at have forladt Rig og Rastløs medvirkede hun i den nu annullerede tv-serie Dragnet. Selvom den kun varede to sæsoner, gav showet Longoria endnu en hovedrolle at føje til sit cv. Efter Dragnet medvirkede hun i to uheldige produktioner – Señorita Justice – en dårligt anmeldt film, der kun blev udgivet på dvd, og en tv-film med titlen The Dead Will Tell.
I 2004 fik Longoria endelig rollen, der har gjort hende til en af underholdningsbranchens stjerner. Det var rollen som ægteskabsbryderen Gabrielle Solis i den nye verdenskendte tv-serie Desperate Housewives. Showet blev straks en succes, og det satte skub i Longorias karriere. Hun vakte opmærksomhed ved MTV Video Music Awards i 2005 i Miami, da hun dukkede op kun iført en badedragt for at præsentere Mariah Careys optræden og jokede med at "en lille orkan ikke ville holde hende fra at gå i en badedragt." Hun blev også det internationale ansigt for L'Oréal og skrev kontrakt på at medvirke i firmaets print- og fjernsynsreklamer til et, ifølge et rygte, sekscifret beløb (USD). På trods af hendes succes blev hun brændt af ved Emmy Awards i 2005, da hun var den eneste af de kvindelige hovedrollerindehavere i Desperate Housewives, der ikke blev nomineret. Hun satiriserede over Housewives interne drama, da hun medvirkede i The Ellen DeGeneres Show, hvor hun blev interviewet fra hendes eftersigende værste sæde i huset. 
Hun har stadig rolle som Gabrielle Solis
Kort efter sin debut i Desperate Housewives medvirkede Longoria i en dårligt anmeldt direkte-til-video film med titlen Carlita's Secret, en film hvor hun også var med-producent. I 2005 blev hun endelig belønnet for sin præstation i rollen som Gabrielle Solis i Desperate Housewives, da hun blev nomineret til en Golden Globe for Bedste kvindelige hovedrolle i en tv-serie – musical eller komedie sammen med de andre i hovedrollerne. Hun har også spillet sammen med Michael Douglas og Kiefer Sutherland i thrilleren The Sentinel fra 2006, hvilket er hendes første store rolle i en biograffilm (både Douglas og Sutherland bemærkede, at til deres store overraskelse, overgik Eva dem i skydeøvelserne). Longoria er fortsat inkluderet på listerne over Hollywoods smukkeste personer, og var #1 i herrebladet Maxims Hottest Female Stars (lækreste kvindelige stjerner) i både 2005 og 2006, hvor hun blev den første kvinde, der toppede listen i to fortløbende år.
I et interview med Ryan Seacrest i programmet The Interview with Ryan Seacrest på tv-kanalen E! udtalte hun: "Jeg ville ikke ønske at være med i Den Syvende Himmel – serien har kørt i 20 år, ingen ser den mere, og den hænger i en tynd tråd." Hun udtalte flere gange, at hun ikke ville forny sin kontrakt på Desperate Housewives, så snart den udløb; hun satser i stedet på filmbranchen.
I 2006 optrådte Longoria i Jessica Simpsons musikvideo "A Public Affair" sammen med Christina Milian, Christina Appelgate, Ryan Seacrest, Maria Menounos og Andy Dick.

### Privatlivet
Longoria var gift med Tyler Christopher, stjernen fra General Hospital, fra 2002 til 2004, og var derfor også krediteret som Eva Longoria Christopher. Longoria har været romantisk sammenkædet med Screen Actors Guild-formanden Edward W. V. Stephens, succesforfatteren Milan Gracanin, ex-*NSYNC medlemmet JC Chasez og skuespiller Mousir Syed. Selvom nogle har sagt, at hun er 157 cm høj, er hun kun 155 cm.
Longoria har udtalt sig åbent om, hvor meget hun holder af vibratorer i et interview i Rolling Stone magasinet den 15. december 2004. Som respons begyndte læsere at sende sexlegetøj til Longoria (som hun videregav til venner som gaver). Hendes arbejdsgiver ABC bad hende derefter om ikke at nævne ordet "vibrator" i interviews.
Hun blev gift den 7. juli 2007 med NBA basketballstjernen Tony Parker fra San Antonio Spurs. Ifølge reportager har Longoria påstået at hun måtte lære Tony Parker mange tricks i soveværelset, fordi han var så uerfaren da han mødte hende. "Jeg er den erfarne person. Jeg er læreren, specielt når det gælder kærlighed. Han fortæller mig altid, han aldrig har mødt en der elsker ham på samme måde, som jeg gør, fuldkommen, frit og ubetinget". Nyere rapporter fra People Magazine påstår, at parret for nylig har gjort det forbi, selvom en repræsentant for Longoria fortæller, at parret bare er i en "svær tid" på grund af deres travle tidsplaner. Den 28. januar 2011 blev Eva og Tony skilt.
Den 24. december 2005 blev en bil kørt af Parker stoppet af politiet for at være til gene for trafikken. Longoria, som var passager havde angiveligt forurettet politibetjenten ved at råbe: "Han er kun en mexicansk motorcykelbetjent. Han vil kun have din autograf." Senere hen benægtede hun påstanden ved at udtale følgende gennem sin talsmand: "Jeg har aldrig sagt sådanne racistiske sætninger, eller overhovedet kommet med nogle kommentarer om, at politibetjenten er mexicaner, da jeg også selv er mexicansk.".
Hun er katolsk og har sagt i sjov, at det var svært for hende at angribe en nonne i en episode af Desperate Housewives. Hun har også tidligere nævnt, at hendes bedstemor var skuffet over, at hendes karakter i serien var utro med en 16-årig dreng.

## Filmografi
| År   | Titel |
| ---- | --- |
| 2007 | * How I Met My Boyfriend's Dead Fiancée (førproduction) .... Kate - Foodfight! som stemmen af Lady X (udgivelse forestående) |
| 2006 | - The Sentinel som Jill Marin (udgivet fredag 21. april 2006) |
| 2005 | - Harsh Times som Sylvia - Hustler's Instinct som Vanessa Santos Fjernsynsspecialer - Det 57.-årlige Primetime Emmy Awards - MTV Video Music Awards 2005 som præsentator - Det 3.-årlige TV Land Awards - Det 62.-årlige Golden Globe Awards som medpræsentator |
| 2004 | - Carlita's Secret som Carlita - også krediteret som medproducer for denne film Fjernsynsserier - Desperate Housewives som Gabrielle Solis Fjernsynsfilm - The Dead Will Tell som Jeanie Direkte til video - Señorita Justice                                   |
| 2003 | Fjernsynsserier - The Talent Agency as the Host - Dragnet as Det. Gloria Duran Direkte til video - Hot Tamales Live: Spicy, Hot and Hilarious - også krediteret som producer for denne film - Snitch'd som Gabby                                                |
| 2001 | Fjernsynsserier - Rig og Rastløs som Isabella Braña Williams (fra 2001 til 2003) - krediteret som Eva Longoria Chris |

## Personlige citater
- "Så snart jeg havde læst manuskriptet vidste jeg, det var ret specielt. Skaberen af showet spurgte mig, hvad jeg syntes om teksten som en helhed. Jeg fortalte ham, at det havde jeg ingen ide om, da jeg kun læste min del. Han lo og fortalte mig, jeg havde fået jobbet. Han mente, mine svar var fuldstændig Gabrielle" (Om hendes rolle i Desperate Housewives)
- "Jeg blomstrede ikke rigtig før i midten af mine teenageår, og på det tidspunkt måtte jeg arbejde på min personlighed for at få folk til at kunne lide mig. Jeg fandt det nemt at få folk til at le og jeg var også altid ret populær."